# Komsomol
Komsomol (russisk: Комсомол, fork. af russisk: Коммунистический союз молодёжи, tr. Kommunistitjeskij sojuz molodjozji; dansk: ~ Ungkommunisternes Forbund; fulde navn russisk: Всесоюзный Ленинский Коммунистический Союз Молодёжи (ВЛКСМ), tr. Vsesojuznyj Leninskij Kommunistitjeskij Sojuz Molodjozji (VLKSM); dansk: ~ Unionens Leninistiske Ungkommunistiske Forbund) var Sovjetunionens kommunistiske partis officielle ungdomsorganisation, selv om ungdomsforbundet formelt var uafhængigt og blev omtalt som "SUKPs hjælper og reserve". Medlemstallet var på sit højdepunkt i 1970'erne på over 10 mio. Det menes at to tredjedele af den russiske befolkning har været medlem på et eller andet tidspunkt.
Organisationen blev dannet i 1918 og havde medlemmer i alderen 14-28 år. Dens reelle politiske indflydelse var begrænset, men Komsomol var et vigtigt instrument til at opdrage ungdommen og indpode dem den marxistisk-leninistiske ideologi. Ydermere var medlemsskaren i Komsomol vigtig arbejdskraft for partiet. De aktive medlemmer modtog statslige privilegier og kunne få en bedre uddannelse og bedre jobs end andre. 
Organisationens hovedorgan, avisen Komsomolskaja Pravda, har overlevet organisationen og er en af de mest læste russiske aviser.